# I Am (singel Leony Lewis)
I Am – drugi singel brytyjskiej piosenkarki Leony Lewis z jej piątego albumu studyjnego o tym samym tytule. Wydany został 17 lipca 2015 roku w Wielkiej Brytanii. Twórcami tekstu są Leona Lewis, Toby Gad oraz Eg White.

## Kompozycja
"I Am" to piosenka soul z elementami rytmicznej muzyki. Niektórzy krytycy uważają, że tekst nawiązuje do emocji i uczuć Lewis po jej odejściu z Syco i Simona Cowella, szefa jej byłej wytwórni i przyjaciela. Dziennikarz Digital Spy Lewis Corner czuł, że tytułowy utwór ma bardzo niewiele barier, na przykładzie tekstu "I am, with or without you / I am, breathing without you / I am, somebody without you."("Jestem, z tobą lub bez ciebie / jestem, oddycham bez ciebie / jestem, kimś bez ciebie.") Lewis śpiewa wspierana instrumentalnie przez "porywające" instrumenty smyczkowe i zmieniający się rytm. Gdy śpiewa "I won't change for you"("I nie zmienię się dla Ciebie"), ciężki rytm bębna i okazjonalne kuranty fortepianowe przypominają piosenki Avril Lavigne.

## Recenzje
"I Am" spotkał się z pozytywnym przyjęciem większości krytyków muzycznych. Kathy Iandoli z serwisu Idolator opisała piosenkę jako wspaniały przykład możliwości wokalnych Lewis. Brad O’Mance z Popjustice porównał utwór do piosenki zespołu Massive Attack – "Unfinished Sympathy"

## Format wydania
Album version
1. "I Am" (Album version) – 3:42
2. "I Am" (Acoustic album version) – 3:26

Single - Remixes
1. "I Am" (Fastlane remix) – 4:44
2. "I Am" (DEVolution remix) – 4:51